# C'è che ti amo
C'è che ti amo è una canzone del 1999 scritta da Valeriano Chiaravalle e Arianna Bergamaschi, che ne è anche interprete.
Dopo aver debuttato a Sanremo Giovani 1998 classificandosi terza con il brano Ritorna, la cantante partecipa l'anno dopo al 49º Festival di Sanremo con questa canzone nella sezione Nuove Proposte, dove si classifica al 4º posto.
Verrà inserita nell'album dell'artista milanese, intitolato Arianna. Viene cantata in varie trasmissioni come Ci vediamo in TV, Tappeto volante e La festa della mamma.